# Meyrargues
Meyrargues is een gemeente in het Franse departement Bouches-du-Rhône (regio Provence-Alpes-Côte d'Azur). De plaats maakt deel uit van het arrondissement Aix-en-Provence. Meyrargues telde op 1 januari 2022 3.818 inwoners.

## Geografie
De oppervlakte van Meyrargues bedroeg op 1 januari 2022 41,67 vierkante kilometer; de bevolkingsdichtheid was toen 91,6 inwoners per km².
De onderstaande kaart toont de ligging van Meyrargues met de belangrijkste infrastructuur en aangrenzende gemeenten.

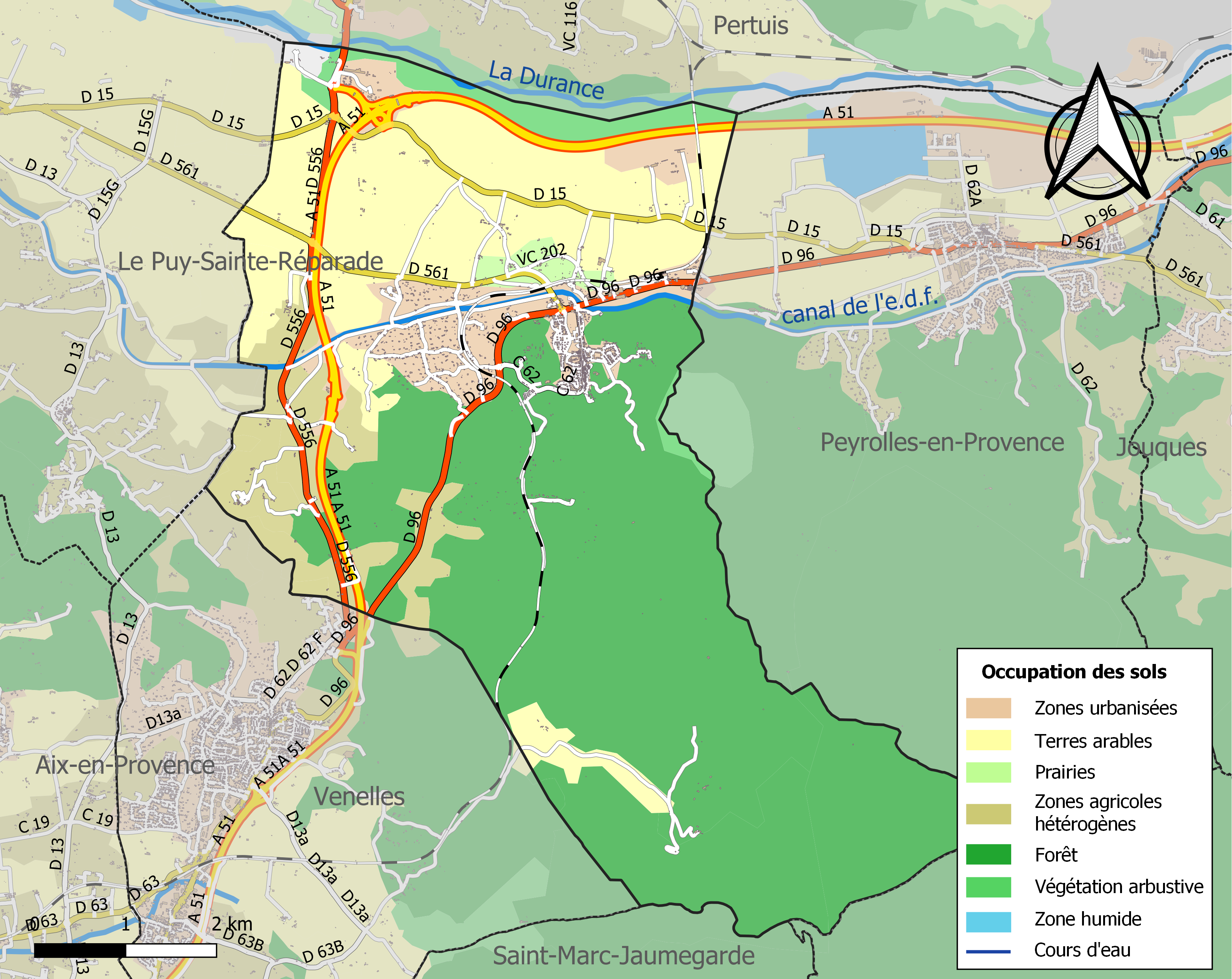

## Verkeer en vervoer
In de gemeente ligt spoorwegstation Meyrargues.

## Demografie
Onderstaande figuur toont het verloop van het inwonertal (bron: INSEE-tellingen).
Vanwege een beveiligingsprobleem met de MediaWiki Graph-software is het momenteel niet mogelijk deze grafiek weer te geven. Zodra de software is bijgewerkt zal de grafiek vanzelf weer zichtbaar worden.